# 유류분
유류분(遺留分, 라틴어: legitima portio, 영어: legitime)은 상속인이 법률상 반드시 취득하도록 보장되어 있는 상속재산의 가액을 말하며 유언자의 의사만으로 재산을 자유롭게 처분할 경우, 남은 가족의 생활안정을 해칠 우려가 있기 때문에 법으로 최소한의 상속분을 정하는 제도로 유언보다 우선한다. 유류분에 해당되는 유가족은 피상속인의 직계비속, 배우자, 직계존속, 형제자매(형제자매의 유류분을 규정한 제4호는 위헌으로 삭제됨.-25.1.31.) 이다.
직계비속과 배우자의 유류분은 법정 상속분의 1/2이며 직계존속과 형제자매의 유류분은 법정 상속분의 1/3이다. 4촌 이내 방계혈족은 유류분을 받지 못한다.

## 유류분 제도의 비판

### 취지
유류분 제도는 대한민국 고유의 제도가 아니다. 역사적으로 한국은 유언의 자유가 100% 지켜졌다. 1950년대 최초 민법이 제정될 당시 검토한 자료에는 '법정 최저 상속분 보장이라는 개념은 우리 전통에서는 찾아볼 수 없어, 우리나라는 유언의 자유가 100% 보장되는 나라'라고 명시하고 있다. 그런데 국회는 1977년 민법을 개정하여 유류분 제도를 최초로 도입하였다.
사적자치인 유언의 자유를 침해하는 유류분 제도의 문제점이 있기 때문에, 법원에서는 유류분 청구를 하여도 전혀 인정해 주지 않는 경우도 있다.
2020년, 재산 상속과 관련한 유언의 효력을 제한하는 민법상의 유류분(遺留分)에 대해 최근 현직 법관이 '헌법이 보장한 재산권을 침해한다'며 위헌법률심판을 제청한 가운데 법무부도 관련 법률을 검토하고 있다.
유류분 반환청구권은 상속 과정에서 가정 내 약자가 소외되는 것을 막자는 취지로 1977년 도입됐다. 당시 가부장적 사회 분위기에 따라 장남이 전 재산을 물려받거나, 조강지처 대신 후처(後妻)가 유산을 가져가는 폐단이 적지 않았기 때문이다. 민법 1112조는 직계비속과 배우자의 유류분으로 법정 상속액의 2분의 1을, 직계존속과 형제자매의 경우 3분의 1을 인정하고 있다. 최근 법조계 안팎에선 이 제도가 시대에 맞지 않고 불합리하다는 목소리도 나오고 있다. 시대가 바뀌어 상속 과정에 차남·딸 등이 소외되는 경우가 거의 없어졌고, 고령화 세태에서 부모가 불효(不孝) 자식에게 재산을 물려주지 않으려 해도 사실상 그럴 수 없게 된다는 것이다.

### 나쁜 자식의 미소
즉, 나쁜 유언장의 폐해 때문에, 유류분 제도를 도입했지만, 유류분 제도 때문에 좋은 유언장이 무력화 된다는 것이다. 선진국들은 보통 유류분 제도가 없다. 개인의 유언의 자유에 맡기고 있다. 미국과 영국에서는, 너무 부당한 유언장일 경우에는, 법원이 피부양자가 청구하면, 사정을 잘 심리하여, 매월 얼마씩 생활비를 주라는 정도까지만 인정하는 제도가 존재하는데, 한국처럼 상속지분의 얼마를 획일적으로 떼어주거나 집 한채를 상속한 경우에, 집을 강제로 팔아서라도 상속지분 얼마를 떼어주라는 식의 유류분 제도는 없다.
일반적으로 보면, 유언자는 종합적인 고려를 하여 유언장을 작성하는 것이지 죽기 전에 심신미약 상태에서 멋대로 쓴 게 아니다. 그러한 개인적인 피치 못할 사정까지 모두 고려해 법원이나 변호사가 종합적으로 판단할 수 없다. 결국, 유류분 제도라는 것은 사망한 사람의 의사에 반하여 유언의 취지를 훼손하는 것으로서, 헌법상 위헌적 소지가 다분하다. 노인들이 자식에게 학대당하거나 폭행당하거나 유기당하는 경우가 매우 많이 보도되고 있는데, 그런 노인들이 유언장을 쓰고 사망했을 때 자녀들이 이를 무효화시키는 제도가 유류분 제도다. 죽은 자는 말이 없으니, 자신은 평생 엄청난 효자였다고 억울해 하며 연기를 할 수도 있다.

### 유언대용신탁
사법부가 최근 유언대용신탁 상품에 맡긴 재산은 유류분 반환 대상이 아니라는 첫 판례를 내놓음으로써 1979년 첫 도입된 유류분 제도가 40여년만에 사실상 무력화 됐다. 그러나 관련 보도에서는, 법원이 유류분이라는 것을 무시하여, 유루분 반환 청구를 기각하는 추세에 있다는 점은 제대로 지적하지 않고 있다. 단지 유언대용신탁만의 문제는 아니다. 법원에서는 군사정부가 사적자치를 부정하면서 법으로 강제하는 유류분 제도를 나쁘게 보고 있다.

### 소송남용
유언장이 법적인 형식요건을 갖추어 법적으로 유효하면, 일체 상속소송이 불필요하다. 상속소송이 발생하는 것을 미연에 방지하기 위해서, 상속전문변호사들은 사망예상일 10년 전에 유언장을 써두는 것이 좋으며, 반드시 유언집행자를 단독으로 지정해 주는 것이 좋다고 조언한다.
설상가상이라고, 초상집에 더욱 나쁜 일이 생기는 경우가 흔한데, 상속인간의 분쟁인 상속소송도 그러한 나쁜 일의 하나이다. 그런데 유류분 제도로 인해서, 유효한 유언장이 작성되어도, 상속인간에 장기간의 인신공격성 상속소송이 발생할 수 있다. 불난 초상집에 기름 붓는 제도가 유류분 제도일 수 있다.

## 유류분권의 포기
유류분을 포함한 상속의 포기는 상속의 개시된 후 일정한 기간 내에만 가능하고 가정법원에 신고하는 등 일정한 절차와 방식을 따라야만 그 효력이 있으므로, 상속개시 전에 한 상속포기약정은 그와 같은 절차와 방식에 따르지 아니한 것으로 효력이 없다

## 소멸시효
유류분 반환의 청구권은 유류분권리자가 상속의 개시와 반환하여야 할 증여 또는 유증을 한 사실을 안 때로부터 1년내에 하지 아니하면 시효에 의하여 소멸한다. 상속이 개시한 때로부터 10년을 경과한 때도 같다.(민법 제1117조)
즉, 유류분을 위반한 유언장은 효력이 없는 것이 아니라 일단 법적으로 완벽하게 효력이 있으며, 이의제기를 하는 자는 직접 유류분 반환 청구 소송을 해서, 보통 3심인 대법원까지 5년 정도 걸린다고 한다면, 이 5년 동안에도 그 유언장은 완벽하게 효력이 있다. 그리고 대법원에서 확정판결이 나서 유류분을 반환하라고 해도, 역시 그 유언장은 완벽하게 효력이 있으며, 다만 그 유류분액을 따로 청구인에게 지급하는 것일 뿐이다.
즉, 유언장의 효력이 직접적으로 무효화 되거나 제한되는 게 유류분 제도는 아니고, 유언장은 유언자가 작성된 대로 무조건 법적 효력을 가지지만, 나중에, 법원이 유류분을 반환하라고 하면, 유언장의 효력과는 별개로, 따로 돈을 지급하는 제도이다. 간접적으로 유언장의 효력이 제한되는 제도다.

## 판례

##### 헌법재판소 판례
- 헌법재판소(헌법재판소장 이종석) 전원재판부는 2024.4.25.에 동 유류분제도와 관련된 민법 제1112조 등에 대한 2020헌가4(주병합)사건에 대한 결정을 선고하였다.

동 2020헌가4호 사건은 당초 서울중앙지방법원에 제소된 2019가합559939호 사건의 원고가 소송계속중에 서울중앙지방법원 해당 재판부에위헌제정을 신청하고, 해당 재판부가 유류분을 정한 각 조문(제1112조, 제1113조, 제1118조)의 위헌여부가 소송결과에 영향을 줄 수 있다고 판단하여 위헌제청을 결정하였고, 동 사건이 헌법재판소에 2020,3,2,에 접수되어 사건번호가 부여되었으며, 최종적으로 2024.4.25.에는 해당 사건이 소송원고가 소송을 취하하여 각하되었지만 주병합사건으로 다수의 사건들이 병합된 관계로 그대로 사건번호를 갖고 있으면서 제1112조제1항제4호 '피상속인의 형제자매는 그 법정상속분의 3분의 1'을 정한 부분이 단순위헌(헌법재판소장을 비롯한 6인이상이 위헌의견에 찬성한 때)으로 선고되어 효력이 2024.4.25. 상실되었고, 동 제1113조는 합헌으로, 동 제1118조 '제1001조, 제1008조, 제1010조의 규정은 유류분에 이를 준용한다.'는 조항은 제1112조제1항제4호의 자의 직계비속에 대한 유류분을 정한 부분은 헌법불합치결정을 하면서, 2025.12.31.까지 입법자가 개정할 것을 촉구하였다.
또한 제1112조 제1호부터 제3호 및 제1118조는 모두 헌법에 합치되지 아니한다. 위 조항들은 2025. 12. 31.을 시한으로 입법자가 개정할 때까지 계속 적용되도록 각 헌법불합치선언 하였다.
(병합사건 목록) 
2020헌가4, 2020헌바295, 2020헌바342, 2020헌바351, 2020헌바353, 2020헌가14, 2020헌바502,2021헌바15, 2021헌바16, 2021헌바43,  2021헌가11, 2021헌가15, 2021헌바72, 2021헌바91, 2021헌바193,  2021헌바255, 2021헌바256, 2021헌가26, 2021헌바275, 2021헌바277, 2021헌가29, 2021헌바386, 2022헌바6, 2022헌바29, 2022헌바35, 2022헌바55, 2022헌가11, 2022헌가12, 2022헌바111, 2022헌가17, 2022헌바134, 2022헌바152, 2022헌가30, 2022헌바267, 2022헌가38, 2022헌바315, 2022헌가43,  2023헌가7, 2023헌바43, 2023헌바109, 
2023헌바156, 2023헌바229, 2023헌가22, 2023헌바309, 2023헌바414, 2023헌바415, 2024헌바38

##### 법원 판례
- 공동상속인 중에 피상속인으로부터 재산의 생전증여에 의하여 특별수익을 한 자가 있는 경우에는 민법 제 조의 규정은 그 적용이 배제되고 따라서 그 증여는 상속개시 년 이전의 것인지 여부 당사자 1114 1 ,쌍방이 손해를 가할 것을 알고서 하였는지 여부에 관계없이 유류분 산정을 위한 기초재산에 산입된다.22)원심이 유류분 산정의 기초가 되는 증여 부동산의 가액산정 시기를  피상속인이 사망한 상속개시 당시의 가격으로 판시한 것은 정당하다.[6]
- 유류분 반환범위는 상속개시 당시 피상속인의 순재산과 문제된 증여재산을 합한 재산을 평가하여 그 재산액에 유류분청구권자의 유류분비율을 곱하여 얻은 유류분액을 기준으로 하는 것인바, 그 유류분액을 산정함에 있어 반환의무자가 증여받은 재산의 시가는 상속개시 당시를 기준으로 하여 산정하여야 한다 따라서 그 증여받은 재산이 금전일 경우에는 그 증여받은 금액을 상속개시 당시의 화폐가치로 환산하여 이를 증여재산의 가액으로 봄이 상당하고 그러한 화폐가치의 환산은 증여 당시부터 상속개시 당시까지 사이의 물가변동률을 반영하는 방법으로 산정하는 것이 합리적이다.[7]

8 유류분 산정의 기초가 되는 재산의 범위에 관한 민법 제 조 제 항에서의 증여재산이란 1113 1 ' ' 상속개시 전에 이미 증여계약이 이행되어 소유권이 수증자에게 이전된 재산을 가리키는 것이고 아직 증여계약이 이행되
지 아니하여 소유권이 피상속인에게 남아 있는 상태로 상속이 개시된 재산은 당연히 피상속인의 상속개시시에 있어서 가진 재산에 포함되는 것 ' 이므로 수증자가 공동상속인이든 제 자이든 가리지 아니하고 모두 유류분 산정의 기초가 되는 재산을 구성한다.

### 유류분반환청구권

##### 유류분반환청구권의 행사
- 유류분반환청구권의 행사는 재판상 또는 재판 외에서 상대방에 대한 의사표시의 방법으로 할 수 있고 이 경우 그 의사표시는 침해를 받은 유증 또는 증여행위를 지정하여 이에 대한 반환청구의 의사를 표시하면 그것으로 족하며 그로 인하여 생긴 목적물의 이전등기청구권이나 인도청구권 등을 행사하는 것과는 달리 그 목적물을 구체적으로 특정하여야 하는 것은 아니고 민법 제 조에 정한 소멸시효의 진행도 그 의사표시로 중단된다.

상속재산분할심판절차에서 종전에 하였던 유류분반환 주장을 철회한 것이 유류분반환청구가 가정법원의 관할에 속하지 않는 점을 고려한 데서 비롯된 법원에 대한 의사표시일 뿐 사법상의 유류분반환청구의 의사표시를 취소하거나 철회한 것으로 볼 수는 없다.
유류분액 및 그 침해액을 산정하기 위해서는 유류분 산정의 기초가 되는 전 재산의 가액에 대한 심리가 전제되어야 한다는 점에서 유류분반환청구소송에서 당사자가 새로운 증여재산을 추가하여 청구취지를 확장하자마자 그 가액에 대한 입증기회도 부여하지 아니한 채 바로 변론을 종결한 원심은 심리미진의 위법이 있다.
유류분반환청구권의 행사에 의하여 반환되어야 할 유증 또는 증여의 목적이 된 재산이 타인에게 양도된 경우
그 양수인이 양도 당시 유류분권리자를 해함을 안 때에는 양수인에 대하여도 그 재산의 반환을 청구할 수 있다.
- 유류분반환청구의 목적인 증여나 유증이 병존하고 있는 경우에는 유류분권리자는 먼저 유증을 받은 자를

상대로 유류분침해액의 반환을 구하여야 하고 그 이후에도 여전히 유류분침해액이 남아 있는 경우에 한하
여 증여를 받은 자에 대하여 그 부족분을 청구할 수 있는 것이며 사인증여의 경우에는 유증의 규정이 준
용될 뿐만 아니라 그 실제적 기능도 유증과 달리 볼 필요가 없으므로 유증과 같이 보아야 할 것이다.

- 우리 민법은 유류분제도를 인정하여 제 조부터 제 조까지 이에 관하여 규정하면서도 유류분의 1112 1118

반환방법에 관하여 별도의 규정을 두지 않고 있는바 다만 제 조 제 항이 부족한 한도에서 그 재산의 1115 1 '
반환을 청구할 수 있다고 규정한 점 등에 비추어 ' 반환의무자는 통상적으로 증여 또는 유증대상 재산 그
자체를 반환하면 될 것이나 위 원물반환이 불가능한 경우에는 그 가액 상당액을 반환할 수밖에 없다.
유류분반환범위는 상속개시 당시 피상속인의 순재산과 문제된 증여재산을 합한 재산을 평가하여 그
재산액에 유류분청구권자의 유류분 비율을 곱하여 얻은 유류분액을 기준으로 하는 것인바 이와 같이 유류
분액을 산정함에 있어 반환의무자가 증여받은 재산의 시가는 상속개시 당시를 기준으로 산정하여야 하고
당해 반환의무자에 대하여 반환하여야 할 재산의 범위를 확정한 다음 그 원물반환이 불가능하여 가액반환
을 명하는 경우에는 그 가액은 사실심 변론종결시를 기준으로 산정하여야 한다.
유류분으로 반환하여야 할 대상이 주식인 경우 반환의무자가 피상속인으로부터 증여받은 주권 그 자체를 보유하고 있지 않다고 하더라도 그 대체물인 주식을 제 자로부터 취득하여 반환할 수 없다는 등의 특별한 사정이 없는 한 원물반환의무의 이행이 불가능한 것은 아니라고 한 사례.

##### 공동상속인들 사이의 유류분반환청구
유류분권리자가 유류분반환청구를 함에 있어 증여 또는 유증을 받은 다른 공동상속인이 수인일 때에 1]
는 각자 증여 또는 유증을 받은 재산 등의 가액이 자기 고유의 유류분액을 초과하는 상속인에 대하여 그
유류분액을 초과한 가액의 비율에 따라서 반환을 청구할 수 있고 공동상속인과 공동상속인 아닌 제자가 있는 경우에는 그 제자에게는 유류분이 없으므로 공동상속인에 대하여는 자기 고유의 유류분액을 초과한 가액을 기준으로 하여 제 자에 대하여는 그 증여 또는 유증받은 재산의 가액을 기준으로 하여 그 가액의 비율에 따라 반환청구를 할 수 있다.
민법 제 조가 규정하는 유류분반환청구권의 단기소멸시효기간의 기산점인 유류분권리자가 상속의 개시와 반환하여야 할 증여 또는 유증을 한 사실을 안 때는 ’ 유류분권리자가 상속이 개시되었다는 사실과 증여 또는 유증이 있었다는 사실 및 그것이 반환하여야 할 것임을 안 때를 뜻한다.
해외에 거주하다가 피상속인의 사망사실을 뒤늦게 알게 된 상속인이 유증사실 등을 제대로 알 수 없는 상태에서 다른 공동상속인이 교부한 피상속인의 자필유언증서 사본을 보았다는 사정만으로는 자기의 유류분을 침해하는 유증이 있었음을 알았다고 볼 수 없고 그 후 유언의 검인을 받으면서 자필유언증서의
원본을 확인한 시점에 그러한 유증이 있었음을 알았다고 본 사례.

##### 유류분반환청구권의 소멸
- 민법 제 조의 규정내용 및 형식에 비추어 볼 때 같은 법조 전단의 년의 기간은 물론 같은 법조 후단 1117 1의 년의 기간도 그 성질은 10 소멸시효 기간이다[13].
- 민법 제 조는 유류분반환청구권은 유류분권리자가 상속의 개시와 반환하여야 할 증여 또는 유증을 한 1117사실을 안 때로부터 년 내에 하지 아니하면 시효에 의하여 소멸한다고 규정하고 있는바 여기서 1 반환하여야 할 증여 등을 한 사실을 안 때라 함은 증여 등의 사실 및 이것이 반환하여야 할 것임을 안 때 '라고 해석하여야 하므로 유류분권리자가 증여 등이 무효라고 믿고 소송상 항쟁하고 있는 경우에는 증여 등의 사실을 안 것만으로 곧바로 반환하여야 할 증여가 있었다는 것까지 알고 있다고 단정할 수는 없을 것이나 민법이 유류분반환청구권에 관하여 특별히 단기소멸시효를 규정한 취지에 비추어 보면 유류분권리자가 소송상 무효를 주장하기만 하면 그것이 근거없는 구실에 지나지 아니한 경우에도 시효는 진행하지 않는다 함은 부당하므로 피상속인의 거의 전 재산이 증여되었고 유류분권리자가 위 사실을 인식하고 있는 경우에는 무효의 주장에 관하여 일응 사실상 또는 법률상 근거가 있고 그 권리자가 위 무효를 믿고 있었기 때문에 유류분반환청구권을 행사하지 않았다는 점을 당연히 수긍할 수 있는 특별한 사정이 인정되지 않는 한 위 증여가 반환될 수 있는 것임을 알고 있었다고 추인함이 상당하다[14].
- 유류분권리자가 소멸시효기간의 경과 이전에 사인증여가 무효라고 주장하면서 이를 전제로 수증자에게 수증자가 보관중인 망인 명의의 예금통장 및 인장의 교부와 망인 소유의 금원 중 수증자가 임의로 소비한 금액의 반환을 구하였다 하더라도 이러한 주장이나 청구 자체에 그와 반대로 위 사인증여가 유효임을 전제로 그로써 자신의 유류분이 침해되었음을 이유로 하는 유류분반환의 청구가 포함되어 있다고 보기는 어렵다[15].
- 제1117조의 유류분반환청구권은 상속이 개시한 때부터 10년이 지나면 시효에 의하여 소멸하고 이러한 법리는 상속재산의 증여에 따른 소유권이전등기가 이루어지지 아니한 경우에도 달리 그 소멸시효 완성의 항변이 신의성실의 원칙에 반한다고 하는 등의 특별한 사정이 존재하지 아니하는 이상 달리 볼 것이 아니다[16].

## 같이 보기
- 유증
- 상속
- 법정상속분